# كتيلة بيضاء
كتيلة بيضاء (الاسم العلمي:Chiliadenus candicans) هي نوع من النباتات تتبع جنس الكتيلة من الفصيلة النجمية.